# 政治改革四法
政治改革四法（せいじかいかくよんほう）は、1994年に日本で成立した小選挙区比例代表並立制と政党交付金の導入を柱とする政治改革のための法律群である、公職選挙法の一部を改正する法律、衆議院議員選挙区画定審議会設置法、政治資金規正法の一部を改正する法律、政党助成法の総称。

## 背景
1980年代末、農産物輸入開放品目の拡大によって一票の格差で優位である地方農業関連票を減らした上に、消費税導入やリクルート事件において更に不評を買っていた与党・自由民主党は第15回参院選で大敗を喫した。これを受け、「企業献金は見返りを求めない、賄賂性のない献金」という建前に立ち返るため、「他の西側民主主義国なみへの政治資金規制強化」が広く主張されるようになった。自民党内ではそれに加えて衆議院の中選挙区制を腐敗の元凶とする主張が台頭した。

### 政治改革に関する議論

#### 選挙制度改革
当時の自民党内の選挙制度改革推進派の主張によると、大政党にとって中選挙区制は政策上の差異のない同一政党内の議員同士が最大のライバルとなる制度であるため、議員（特に与党議員）は地元への利益誘導により選挙の勝利を図ろうとする。また一部の地元利益団体と繋がることによって多数派有権者の支持を得ずとも当選が可能となるシステムである。小選挙区制を導入すれば同じ政党候補同士の争いは起きず、また投票者の半数近くの票を得なければ当選できないので、特定利権より広範な市民の利益が優先されるようになる。更に、政権交代が容易になるため野党の利益にもかなった制度であると主張された。自民党もかつて、鳩山一郎政権や田中角栄政権において小選挙区制導入を模索したことがあり、党にとって全く目新しい提案というわけではなかった。
ただし、大政党有利とされる小選挙区制については、衆議院で議席を大きく減らす可能性もある公明党・日本共産党・民社党・社会民主連合は激しく抵抗し、共産党以外の野党と共闘関係にあった日本社会党もそれに同調すると考えられた。また、当選者より落選者の方が少なくなることの多い中選挙区制から、選挙区から一人しか当選できない小選挙区制への移行には、長年中選挙区制で当選を重ねてきた自民党議員からの抵抗も予想された。そうした懸念を勘案し、復活当選による救済の可能性と少数政党の一定の議席が見込める小選挙区比例代表並立制が自民党案の軸となる。
一方、社公民3党は、小選挙区制や並立制は自民党の一人勝ちをもたらすための党利党略であるとし、獲得票数と議席数の比例性が高い小選挙区比例代表併用制を対案として提案した。また共産党は中選挙区制のまま、一票の格差解消のための抜本的な定数是正を行うことを主張した。

#### 政治資金規制改革
企業・団体からの政治献金への規制強化が主題であるが、規制を強化すると自民党・社会党・民社党の政治資金が枯渇する懸念があるため、政党助成金制度をセットで導入する案が自民党から主張された。これに対しては個人献金と事業収入が政治資金源の大部分を占める共産党が強く反対した。

## 成立までの経緯

### 竹下内閣
1988年6月18日、朝日新聞が川崎市助役へコスモス株が譲渡されたことをスクープ。この報道に端を発するリクルート事件は竹下内閣を直撃し、自民党の若手議員の中から「政治にはカネがかかるという現実を根底から変革しなければならない」という動きが出始める。同年9月2日、武村正義、鳩山由紀夫らを中心とする若手一年生議員によって政策勉強会「ユートピア政治研究会」が結成される。
同年11月20日、竹下登首相は札幌市で記者会見し、「政治資金の入りと出の問題、その基本となる選挙制度の問題から政治改革に取り組む」決意を表明。
同年12月16日、ユートピア政治研究会は「政治改革への提言」を発表。この提言には「政治資金の透明度を高めること」「政治活動費の国や党による負担」「比例代表制を加味した小選挙区制の導入の研究」などの内容が含まれていた。
同年12月27日、竹下改造内閣が発足。これにあわせて、後藤田正晴を委員長とする政治改革委員会が自民党総裁直属の機関として設置された。後藤田は1988年3月に出版した著書『政治とは何か』ですでに1票制の小選挙区比例代表制が好ましいと主張しており、後藤田が自民党における検討の責任者となったことが、政治改革論議が選挙制度改革へ収斂する道筋をつけることとなった。

### 海部内閣
政治改革4法案の原型は第2次海部改造内閣が1991年に提出した政治改革3法案（衆議院議員選挙区画定審議会設置法案がない）にある。後藤田正晴を中心に取りまとめられたとされる原案は小選挙区比例代表並立制で2票制とのちに成立する案とほぼ変わらなかった（この時後藤田のもとで実務を担った武村正義がのちに細川政権成立に際して、これに近い並立制案を復活、成立させることになる）。当時の首相である海部俊樹も臨時国会所信表明演説にて「政治改革の実現」を強調し強力に推進した。
だが、同3法案は閣議決定されたにもかかわらず、当時竹下派に依存し党内の政治基盤が脆弱であった海部内閣に対する格好の攻撃対象となった。同法案では既に選挙区を確定していたため、与野党問わず区割りに不満な議員はゲリマンダーならぬカイマンダーであると反発し、ハトマンダーやカクマンダーの再来かと騒がれた。政治改革特別委員会では野党はもとよりYKKなど党内からも激しく反対され、1991年9月30日、小此木彦三郎委員長は廃案を宣言することになった。これを受け、海部首相が「重大な決意」と解散総選挙を匂わせたが、小沢一郎からも反発を受け、退陣へ追い込まれる（海部おろし）。

### 宮澤内閣
1992年に東京佐川急便事件で金丸信が失脚し、自民党支持が急落する一方、金丸失脚に伴う旧竹下派の後継争いから羽田孜・小沢率いる改革フォーラム21が竹下派から割って出る事態となった。反主流派となった羽田・小沢派が宮澤改造内閣で冷遇されるに至ると、政治改革を旗印に同内閣と小渕派を「守旧派」として激しく攻撃するようになった。そこで選挙改革が焦点となった。
世論が政治改革へ高まりを見せる中、宮澤首相はインタビュー番組「総理と語る」に出演、田原総一朗から「政治改革を必ず実現する」「どうしてもこの国会でやる」と言質を取られ、結果的にこれが命取りとなった。
海部内閣の政治改革3法案の失敗の一因が区割りへの反発であったため、まず区割り以外の法案を成立させ、その後に改めて具体的な区割り法案を審議する戦略がとられた。なお、ここでは純粋な小選挙区制による法案が党議決定され、国会に提出されたが、これはそもそも選挙制度改革自体に否定的な党内の改革慎重派が主導したものであった。当時はねじれ国会であったため、参議院で法案を可決するには野党の賛成が必要だったが、野党には小選挙区に消極的な勢力も多く、単純小選挙区なら成立は不可能だと考えたためである。
以後、自民党内では改革推進派が野党との妥協を選択肢の一つとして検討する一方、元来、選挙制度改革自体に慎重な勢力（＝選挙制度改革に反対）が単純小選挙区に固執するという奇妙な状況に陥っていった。首相の宮澤喜一は元来それほど政治改革に積極的ではなかったが党内基盤が弱く、引き続き野党の賛成を得て改革を推進するため、小選挙区比例代表並立制を軸にして成案を得ることを考えた。しかし、自民党内では、双方の主張が対立、激化し、意見がまとまらず、結局、宮澤政権は政治改革法案の成立を断念し、臨時国会に先送りすることを決定した。これに対し、社会党を中心に野党から宮澤内閣不信任案が提出されると自民党内の政治改革積極派の羽田・小沢派は自民党に反旗を翻して野党の動きに同調して宮澤内閣の不信任案に賛成し、その結果、賛成多数で不信任案が可決された。この内閣不信任案可決を受けて、宮澤内閣は衆議院解散を実行した（嘘つき解散）。

### 細川内閣
第40回衆議院議員総選挙の結果により、1993年8月、日本新党の細川護熙を首班とする連立政権が誕生した。日本新党とさきがけは連立交渉にあたり政治改革の実現を条件に挙げており、細川内閣がまず取り掛かったのが頓挫していた政治改革の再開であった。当初は年内に法案が成立しなければ総理を辞職するとしていた。
与野党とも並立制を採用したが、各党は新しい制度に対し異なる意見を持ち、交渉は難航した。すなわち、
- 連立与党原案 - 小選挙区250、比例代表（全国区）250。2票制。
- 自民党案 - 小選挙区300、比例代表（都道府県ブロック）177。1票制（※小選挙区候補者に投じる票のみを有する。投じた候補者の所属政党が比例代表区に立候補している場合は、同時に比例代表区は所属政党にも投票したとみなされる制度）。

一般に、組織力・資金力に勝る大政党ほど小選挙区では有利である一方、比例代表は小政党の議席確保につながる。また、比例代表も細かく分割することにより歪みが生じるため、小政党は議席を確保しにくくなる。さらに、有権者が票をいくつ投票するかも重要である。既に後援会など縁故主義的なネットワークを確立し、かつ一般に大政党は小選挙区で強いため、小選挙区での獲得票数がそのまま比例代表に反映される1票制を自民党が志向したのも無理は無い。従って、小政党の多い連立政権が達した原案と自民党との間に大きな開きが生じるのも自然であった。
他方で政治改革に積極的な議員が自民党から離党し連立政権に参加することで細川政権が誕生したという経緯もあり、野党自民党にはYKKを始めとして、そもそも選挙制度改革自体に消極的な勢力が多かった。しかし世論の政治改革を求める声に抗するわけにもいかず、次善の策として小選挙区の割合を増やすことを求めることになったが、党内には若手を中心とした改革派と、中堅ベテランを中心とした慎重派が共存しており、その後も党内対立や造反・離党の動きに悩まされることになる。後述の与野党折衝が大詰めを迎えていた翌年1月、前首相の宮澤喜一は総裁の河野洋平に対し、「躊躇していると細川政権の延命につながるだけだから妥協した方が良い」という趣旨の助言をし、河野も「党の分裂は避けたい。まとめなくてはいけない」と応じたことが明らかになっているが、それほど自民党内の状況は錯綜していた。
細川内閣は自民党への譲歩として小選挙区275、比例代表（全国区）225とする案を検討。しかし、両者の小選挙区の数字を足して2で割った安易な案という批判を避けるためか、その後すぐ、「地方を尊重するために全500議席から都道府県の数47を差し引き、その半分226を比例代表とする」という論理を持ち出し、「(1)総定数500の小選挙区比例代表並立制、(2)小選挙区274、比例代表（全国区）226、(3)投票方法は自書式を廃止して記号式二票制、(4)戸別訪問解禁、(5)連座制強化（立候補予定者の私設秘書を追加。政治資金規正法違反の罰金刑は5年間、禁固刑は実刑期間とその後の5年間、執行猶予は執行猶予期間中、それぞれ立候補などの公民権が停止され選挙運動も禁止される）、(6)総理府に選挙区画定審議会を置く。委員7人。任命後、6ヶ月以内に選挙区割りに結論、(7)企業・団体献金は政治家個人向けは禁止。政党・資金管理団体（一のみ）向けは認めるが、5年後に見直し。公開基準は、政党・資金管理団体・政治団体とも5万円超、政治資金パーティーの大口購入者は20万円超、政党交付金は一件5万円以上とする、(8)国民1人当たり250円。総額309億円を国会議員5人以上または、直近の衆院選、参院選の選挙区選、比例選のいずれかで得票率が3%以上の政党に助成する。総額の半分を政党所属議員数の割合で配分し、残りは各党の前回衆院選と、前回、前々回参院選の選挙区選、比例選それぞれの得票数割合に応じて配分とする案を11月に政治改革4法案として提示した。だが小選挙区の定数を増やし、比例代表区の定数を減らす修正は低落傾向にあった社会党からの批判に晒されることともなった。
11月18日、衆議院で、「小選挙区274・比例代表226・並立制・2票制・比例全国単位」の連立与党案が可決（賛成270、反対226）。自民党案が否決（賛成225、反対278）されたものも当初の公約どおり年内には成立させられず、交渉は年明けまでもつれた。社会党では村山富市委員長をはじめ執行部が反対議員への説得工作を行う。
1994年1月21日、社会党から17人、民社・スポーツ・国民連合から1人の造反を出し、連立与党案は参議院本会議において賛成118、反対130にて否決された。これにより両院協議会に持ち込まれる。
一方で逆に自民党も衆議院本会議で法案に賛成する造反が13人（上記参照）、参議院本会議で法案に賛成する造反が5人、参議院本会議に先駆けての政治改革特別委員会で可否同数になるところを自民党委員である星野朋市が造反して可決されたことなどから、来る衆議院再議決においても多数の造反が出ることが想定された。
そのため、連立与党出身の土井たか子衆議院議長と、自民党出身の原文兵衛参議院議長の斡旋により、細川・自民党総裁河野洋平双方がトップ会談の場を持った。1月29日未明に到達した最終的な着地点は「(1)小選挙区300、比例代表（地域ブロック）200、(2)企業等団体寄付は、地方議員及び首長を含む政治家の資金管理団体（一のみ）に対して年間50万円を限度として認める、(3)戸別訪問禁止維持、(4)政党要件3%は2%に変更、(5)各政党に対する政党助成の上限枠は、前年度収支実績の40%とする。ただし、合理的な仕組みが可能な場合に限る、(6)投票方法は、記号式の二票制とする、(7)寄付禁止のための慶弔電報等の扱いは現行通り、(8)衆議院選挙区画定のための第三者機関は、総理府に設置する、(9)以上の合意の法制化のため、衆参両院からなる連立与党及び自民党各6名(計12名)の委員により、協議（政治改革協議会）を行うものとする」であった。社会党執行部は、自党から造反者が出たことにより否決に至った手前、これを受け入れざるを得なかった。同日、合意案は両院協議会で可決され、引き続いて衆参両院を通過し成立した。その後、2月24日の政治改革協議会にて「(1)比例代表選挙の区域は全国11ブロック。ブロック定数は人口比例で配分する、(2)企業・団体献金は、資金管理団体に対して年間50万円を限度に認め、5年後に禁止。寄付の公開基準は年間5万円超、(3)政党交付金は、前年収入額の2/3を上限とする、(4)政党の法人格問題は、衆院選挙区法案の国会提出までに結論を得る、(5)投票方式は記号式2票制」で合意して3月4日に国会で可決・成立した。ただし「小選挙区300・比例代表200」の具体的な区割り法案は後日制定することとされた。
1994年4月11日、第三者機関「衆議院議員選挙区画定審議会」（略称：区割り審）が発足。区割り審の委員は、荒尾正浩（元国立国会図書館長）、石川忠雄（前慶應義塾長）、内田満（政治学者）、大林勝臣（元自治事務次官）、大宅映子（ジャーナリスト）、塩野宏（法学者）、味村治（前内閣法制局長官）の7人が任命された。委員は直ちに区割り案作成の作業に取りかかり、6月2日、（1）一票の格差を2倍未満にする、（2）市区町村・郡の分割は原則しない、（3）選挙区の飛び地は作らない、（4）地勢・交通・自然的社会的条件を総合的に考慮する、の4つの基準が正式に決定された。
同年8月11日、区割り審は首相官邸で総会を開き、「小選挙区300・比例代表200」の区割り案を最終決定。村山首相に勧告した。これを受けて、村山内閣は自社さ政権発足時の協定に基づき、区割り法案をまとめ10月4日に国会に提出。11月21日、衆議院小選挙区区割り法は可決した。
連立与党案（衆議院採決）
- 賛成
  - 自民党 - 13（西岡武夫、太田誠一、新井将敬、石破茂、大石正光、笹川尭、赤城徳彦、小坂憲次、佐藤静雄、増子輝彦、山口俊一、小此木八郎、浜田靖一）
- 反対
  - 社会党 - 5（岩垂寿喜男、三野優美、秋葉忠利、北沢清功、小森龍邦）
- 退席
  - 自民党 - 7（海部俊樹、後藤田正晴、臼井日出男、中川秀直、野呂昭彦、坂本剛二、斎藤文昭）
  - 社会党 - 1（浜田健一）
  - 無所属 - 2（鯨岡兵輔、糸山英太郎）

連立与党案（参議院採決）
- 賛成118
  - 連立与党 - 110
  - 自民党 - 5（石井一二、扇千景、木暮山人、星野朋市、野末陳平）
  - 無所属 - 3（赤桐操、椎名素夫、安恒良一）
- 反対130
  - 自民党 - 94
  - 社会党 - 17（翫正敏、稲村稔夫、小川仁一、大脇雅子、喜岡淳、国弘正雄、栗原君子、志苫裕、田英夫、中尾則幸、西岡瑠璃子、西野康雄、三石久江、矢田部理、山口哲夫、佐藤三吾、大渕絹子）
  - 民社・スポーツ・国民連合 - 1（森田健作）
  - 無所属 - 2（紀平悌子、新間正次）
  - 共産党 - 11
  - 二院クラブ - 5

- 棄権
  - 社会党 - 1（穐山篤）
- 欠席
  - 社会党 - 2（清水澄子、三上隆雄）

自民党案
- 反対
  - 無所属 - 1（玄葉光一郎）
- 退席
  - 自民党 - 1（増子輝彦）
  - 無所属 - 1（鯨岡兵輔）
- 棄権
  - 自民党 - 1（小泉純一郎）

## 成立後
その後、村山内閣を継いだ橋本内閣において、自社さ連立政権は「(1)政党交付金は前年収入額の2/3を上限とすることを撤廃、(2)投票方式を記号式から自書式に戻す」ことで合意し、1995年11月8日に同案を議員立法として国会に提出し、12月13日に可決・成立した。この改正は、政党助成金を満額受け取るために必要な前年実収入を満たせず一部減額された社会党と、厳しい政治資金集めのノルマに音を上げた新党さきがけが前年収入額の2/3を上限とすることの撤廃を主張したこととその完全撤廃に難色を示す自民党が主張する自書式投票制復活を共に盛り込んだことによるものである。